# Lavaudieu
Lavaudieu est une commune française située dans le département de la Haute-Loire en région d'Auvergne-Rhône-Alpes.
La commune est remarquable par son patrimoine bâti, avec notamment son abbaye romane, classée monument historique.

## Géographie

### Localisation

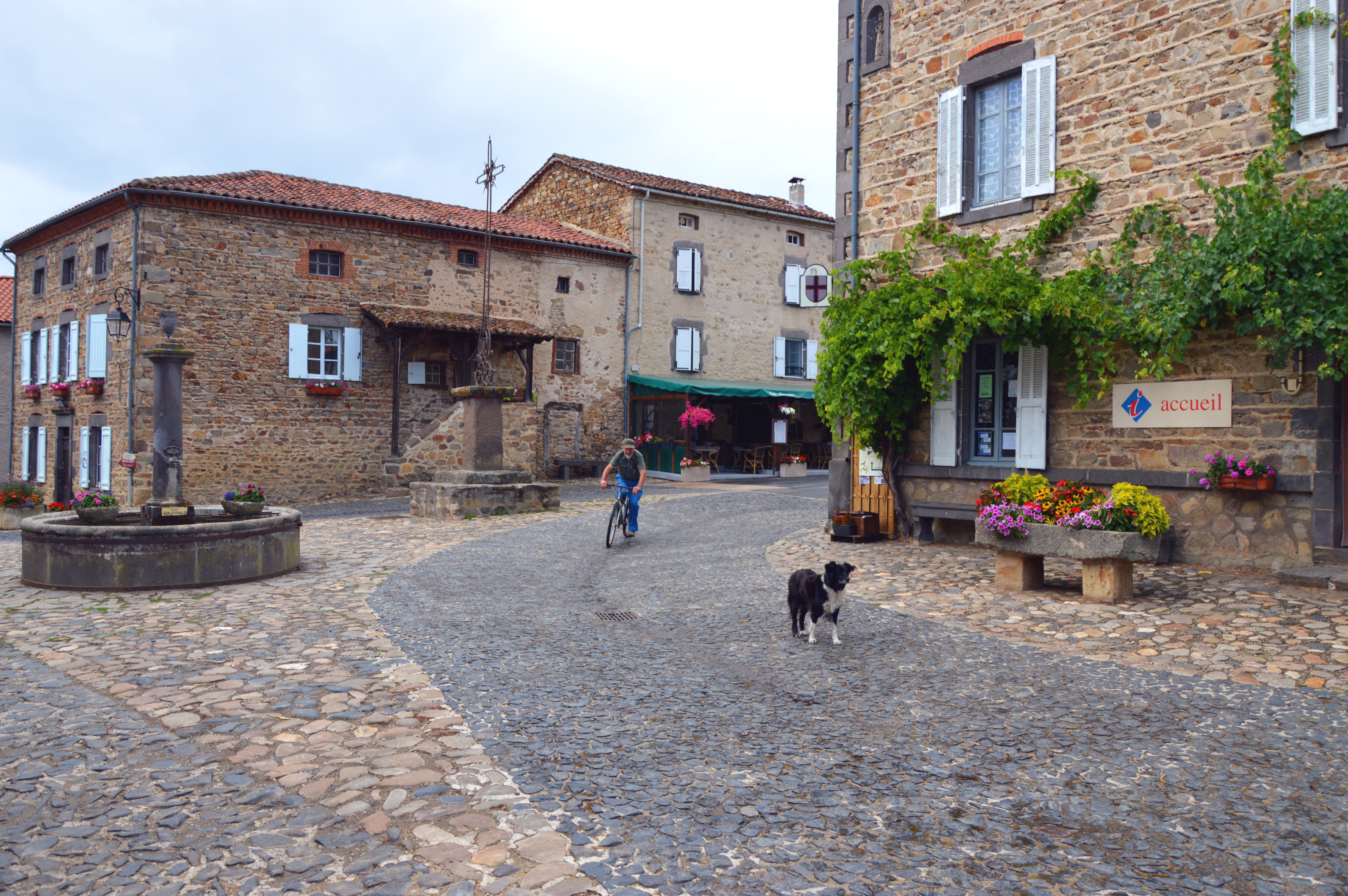
Le village et la croix de Lavaudieu.

La commune de Lavaudieu se trouve à 53 km par la route du Puy-en-Velay, préfecture du département, et à 9 km de Brioude, sous-préfecture.
Elle est située dans le pays d’art et d’histoire du Haut-Allier et le parc naturel régional du Livradois-Forez et est membre de l'association « les plus beaux villages de France ». Le sentier de grande randonnée GR 300 et le sentier de grande randonnée de pays GRP Robe de bure et Cotte de mailles y passent.
La commune se trouve dans l'aire d'attraction de Brioude ainsi que dans son bassin de vie, et dans la zone d'emploi d'Issoire.

### Communes limitrophes
Les communes limitrophes sont Chaniat, La Chomette, Domeyrat, Fontannes, Frugières-le-Pin, Javaugues et Vieille-Brioude.
|                 | Chaniat     | Javaugues        |
| Fontannes       | Lavaudieu   | Frugières-le-Pin |
| Vieille-Brioude | La Chomette | Domeyrat         |

### Géologie et relief
La superficie de la commune est de 17,54 km2 ; son altitude varie de 438  à   727 mètres.

### Hydrographie

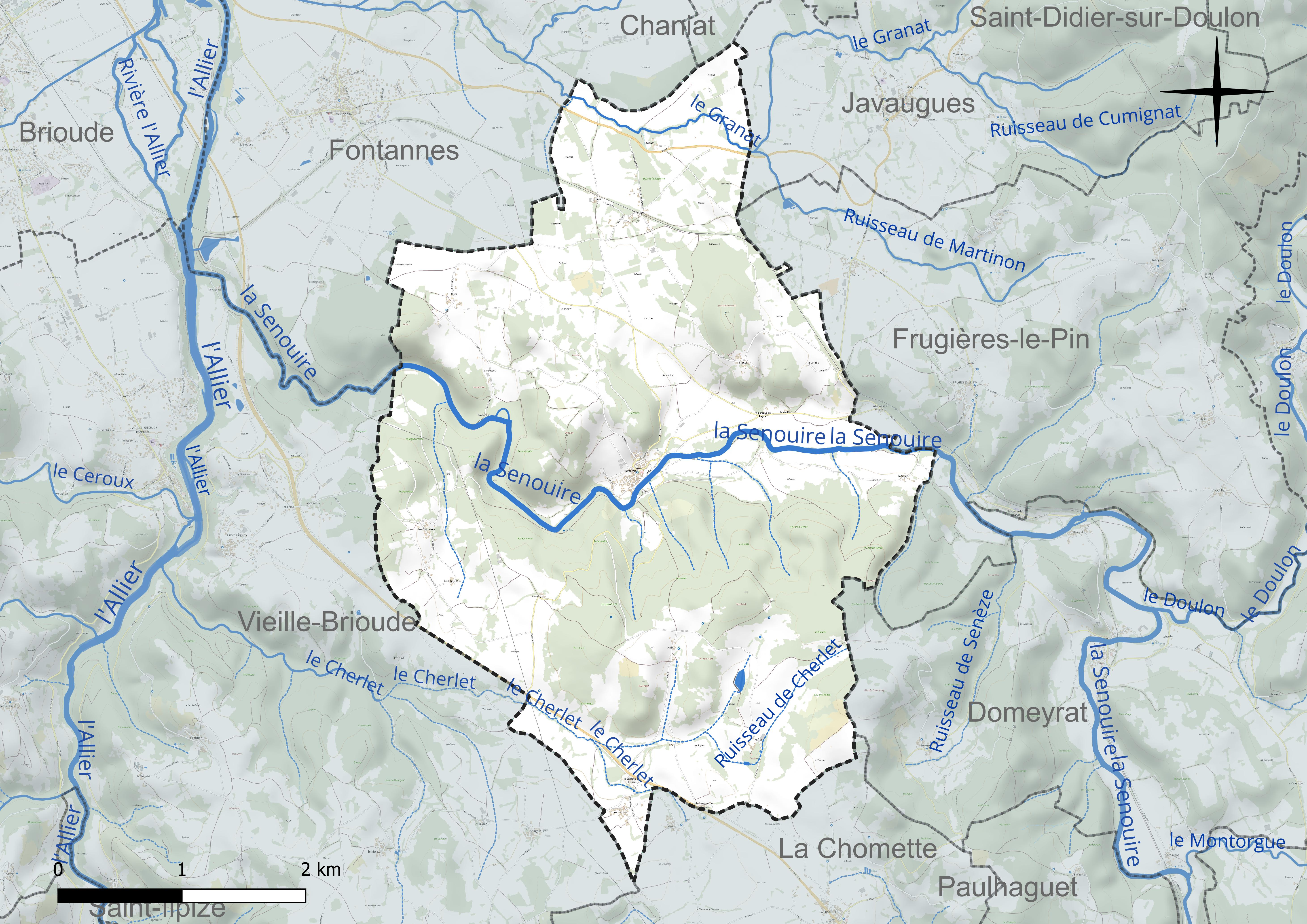
Carte hydrographique de la commune.

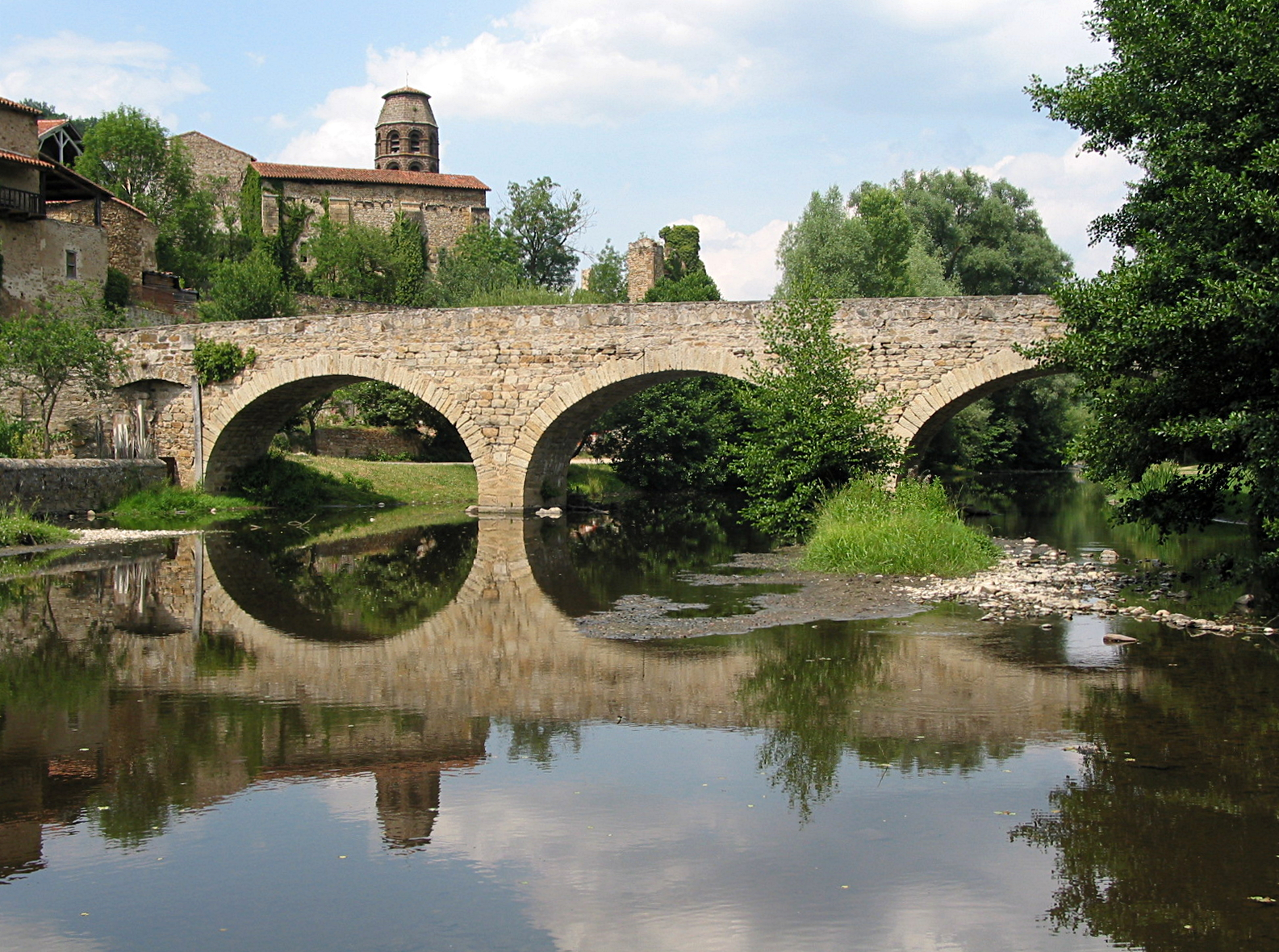
Vieux pont sur la Senouire.

La Senouire, ainsi que des petits ruisseaux, traversent le territoire communal.
La Senouire est un affluent de l'Allier en rive droite, et donc un sous-affluent du fleuve la Loire.

### Climat
Pour des articles plus généraux, voir Climat d'Auvergne-Rhône-Alpes et Climat de la Haute-Loire.
En 2010, le climat de la commune est de type climat océanique dégradé des plaines du Centre et du Nord, selon une étude du Centre national de la recherche scientifique s'appuyant sur une série de données couvrant la période 1971-2000. En 2020, Météo-France publie une typologie des climats de la France métropolitaine dans laquelle la commune est exposée à un climat de montagne ou de marges de montagne et est dans la région climatique Nord-est du Massif Central, caractérisée par une pluviométrie annuelle de 800 à 1 200 mm, bien répartie dans l’année.
Pour la période 1971-2000, la température annuelle moyenne est de 10,4 °C, avec une amplitude thermique annuelle de 16,9 °C. Le cumul annuel moyen de précipitations est de 703 mm, avec 7,7 jours de précipitations en janvier et 6,6 jours en juillet. Pour la période 1991-2020, la température moyenne annuelle observée sur la station météorologique de Météo-France la plus proche, « Fontannes », sur la commune de Fontannes à 4 km à vol d'oiseau, est de 11,4 °C et le cumul annuel moyen de précipitations est de 611,9 mm,. Pour l'avenir, les paramètres climatiques de la commune estimés pour 2050 selon différents scénarios d'émission de gaz à effet de serre sont consultables sur un site dédié publié par Météo-France en novembre 2022.

## Urbanisme

### Typologie
Au 1er janvier 2024, Lavaudieu est catégorisée commune rurale à habitat très dispersé, selon la nouvelle grille communale de densité à sept niveaux définie par l'Insee en 2022.
Elle est située hors unité urbaine. Par ailleurs la commune fait partie de l'aire d'attraction de Brioude, dont elle est une commune de la couronne,. Cette aire, qui regroupe 39 communes, est catégorisée dans les aires de moins de 50 000 habitants,.

### Occupation des sols

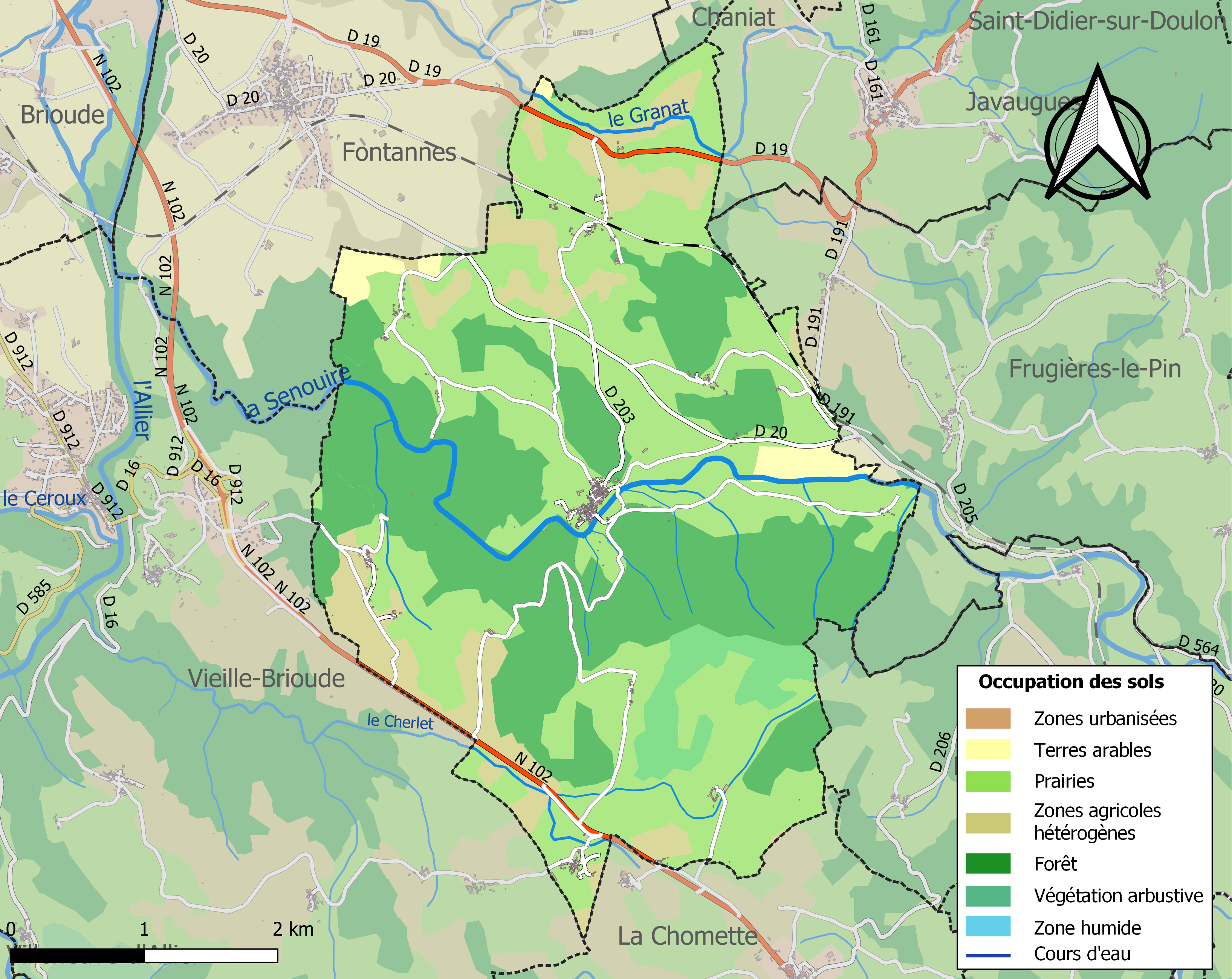
Carte des infrastructures et de l'occupation des sols de la commune en 2018 (CLC).

L'occupation des sols de la commune, telle qu'elle ressort de la base de données européenne d’occupation biophysique des sols Corine Land Cover (CLC), est marquée par l'importance des territoires agricoles (60 % en 2018), une proportion identique à celle de 1990 (60 %).
La répartition détaillée en 2018 est la suivante : prairies (47,1 %), forêts (36,5 %), zones agricoles hétérogènes (10,9 %), milieux à végétation arbustive et/ou herbacée (3,6 %), terres arables (2 %).
L'évolution de l’occupation des sols de la commune et de ses infrastructures peut être observée sur les différentes représentations cartographiques du territoire : la carte de Cassini (XVIIIe siècle), la carte d'état-major (1820-1866) et les cartes ou photos aériennes de l'IGN pour la période actuelle (1950 à aujourd'hui).

### Habitat et logement
En 2021, le nombre total de logements dans la commune était de 196, alors qu'il était de 183 en 2016 et de 177 en 2011.
Parmi ces logements, 62,3 % étaient des résidences principales, 21,5 % des résidences secondaires et 16,2 % des logements vacants. Ces logements étaient pour 95,8 % d'entre eux des maisons individuelles et pour 3,7 % des appartements.
Le tableau ci-dessous présente la typologie des logements à Lavaudieu en 2021 en comparaison avec celle de la Haute-Loire et de la France entière. Une caractéristique marquante du parc de logements est ainsi une proportion de résidences secondaires et logements occasionnels (21,5 %) supérieure à celle du département (15,8 %) et à celle de la France entière (9,7 %). 
| Typologie                                               | Lavaudieu | Haute-Loire | France entière |
| ------------------------------------------------------- | --------- | ----------- | -------------- |
| Résidences principales (en %)                           | 62,3      | 71,8        | 82,2           |
| Résidences secondaires et logements occasionnels (en %) | 21,5      | 15,8        | 9,7            |
| Logements vacants (en %)                                | 16,2      | 12,4        | 8,1            |

### Planification de l'aménagement
Afin de protéger son patrimoine architectural, la commune s'est dotée d'une zone de protection du patrimoine architectural urbain et paysager (ZPAUPP) dès 1995.

## Histoire

### Moyen Âge
Saint Robert, issu du chapitre de Brioude, fonde l'abbaye de la Chaise-Dieu puis un prieuré de moniales, qui en est dépendant, à Saint-André-de-Comps. En 1487, la paroisse est autorisée, par lettres patentes de Charles VII, à changer son nom de Comps en Lavaudieu (vallée de Dieu).
L'abbaye Saint-André de Lavaudieu, construite en 1057 par saint Robert de Turlande, est la seule abbaye d'Auvergne à avoir gardé son cloître roman. Elle possède des fresques romanes, dont la très belle fresque de style byzantin de son réfectoire. On y conserve la copie en frêne du fameux Christ roman en bois polychrome (la tête de l'original est au Louvre et le torse, au Metropolitan Museum of Art de New York).
Il hébergea des bénédictines jusqu'à la Révolution.

### Époque contemporaine
La commune, instituée par la Révolution française, absorbe en 1842 celle de Lugeac.

Lavaudieu au tout début du XXe siècle
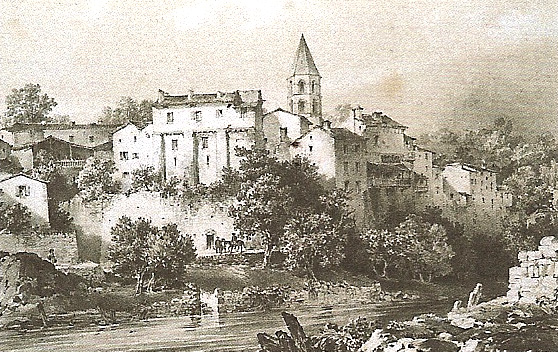

## Politique et administration

### Rattachements administratifs et électoraux

#### Rattachements administratifs
La commune se trouve dans l'arrondissement de Brioude du département de la Haute-Loire.
Elle faisait partie de 1793 à 1984 du canton de Brioude, qui comptait 15 communes, année où celui-ci est scindé et Lavaudieu rattaché au canton de Brioude-Sud. Dans le cadre du redécoupage cantonal de 2014 en France, cette circonscription administrative territoriale a disparu, et le canton n'est plus qu'une circonscription électorale.

#### Rattachements électoraux
Pour les élections départementales, la commune fait partie depuis 2014 d'un nouveau canton de Brioude qui regroupe 12 communes.
Pour l'élection des députés, elle fait partie de la deuxième circonscription de la Haute-Loiredepuis le redécoupage électoral de 1986.

### Intercommunalité
Lavaudieu  était membre de la  communauté de communes du Brivadois, un établissement public de coopération intercommunale (EPCI) à fiscalité propre créé en 2000 et auquel la commune avait transféré un certain nombre de ses compétences, dans les conditions déterminées par le code général des collectivités territoriales.
Dans le cadre des dispositions de la loi portant nouvelle organisation territoriale de la République du 7 août 2015, qui prévoit que les établissements publics de coopération intercommunale (EPCI) à fiscalité propre doivent avoir un minimum de 15 000 habitants, cette intercommunalité a fusionné avec la communauté de communes du Pays de Blesle pour former, le 1er janvier 2017, la communauté de communes Brioude Sud Auvergne, dont est désormais membre la commune.

### Liste des maires
| Période                                  | Période                        | Identité            | Étiquette | Qualité                                      |
| ---------------------------------------- | ------------------------------ | ------------------- | --------- | -------------------------------------------- |
| Les données manquantes sont à compléter. |                                |                     |           |                                              |
| 1953                                     | 1959                           | Monsieur Dejax      |           |                                              |
| 1959                                     | 1965                           | Maurice Vally       |           | Agriculteur                                  |
| 1965                                     | 1977                           | Jean-Paul Perrey    |           |                                              |
| 1977                                     | 2008                           | Marie-Andrée Perrey |           | Maire de La Chomette (2008 → )               |
| mars 2008                                | En cours (au 30 novembre 2023) | Pascal Piroux,      |           | Technicien territorial Réélu en janvier 2023 |

## Population et société

### Démographie

#### Évolution démographique
L'évolution du nombre d'habitants est connue à travers les recensements de la population effectués dans la commune depuis 1793. Pour les communes de moins de 10 000 habitants, une enquête de recensement portant sur toute la population est réalisée tous les cinq ans, les populations de référence des années intermédiaires étant quant à elles estimées par interpolation ou extrapolation. Pour la commune, le premier recensement exhaustif entrant dans le cadre du nouveau dispositif a été réalisé en 2008.

En 2022, la commune comptait 245 habitants, en évolution de +3,38 % par rapport à 2016 (Haute-Loire : +0,36 %, France hors Mayotte : +2,11 %).
| 1793 | 1800 | 1806 | 1821 | 1831 | 1836 | 1841 | 1846 | 1851 |
| ---- | ---- | ---- | ---- | ---- | ---- | ---- | ---- | ---- |
| 764  | 702  | 705  | 671  | 771  | 797  | 856  | 856  | 833  |

| 1856 | 1861 | 1866 | 1872 | 1876 | 1881 | 1886 | 1891 | 1896 |
| ---- | ---- | ---- | ---- | ---- | ---- | ---- | ---- | ---- |
| 834  | 801  | 828  | 764  | 758  | 762  | 715  | 658  | 600  |

| 1901 | 1906 | 1911 | 1921 | 1926 | 1931 | 1936 | 1946 | 1954 |
| ---- | ---- | ---- | ---- | ---- | ---- | ---- | ---- | ---- |
| 620  | 566  | 521  | 440  | 427  | 415  | 391  | 342  | 299  |

| 1962 | 1968 | 1975 | 1982 | 1990 | 1999 | 2006 | 2008 | 2013 |
| ---- | ---- | ---- | ---- | ---- | ---- | ---- | ---- | ---- |
| 258  | 242  | 229  | 237  | 238  | 225  | 227  | 228  | 230  |

| 2018 | 2022 | - | - | - | - | - | - | - |
| ---- | ---- | - | - | - | - | - | - | - |
| 249  | 245  | - | - | - | - | - | - | - |

#### Pyramide des âges
La population de la commune est relativement âgée.
En 2018, le taux de personnes d'un âge inférieur à 30 ans s'élève à 22,1 %, soit en dessous de la moyenne départementale (31 %). À l'inverse, le taux de personnes d'âge supérieur à 60 ans est de 41 % la même année, alors qu'il est de 31,1 % au niveau départemental.
En 2018, la commune comptait 132 hommes pour 117 femmes, soit un taux de 53,01 % d'hommes, largement supérieur au taux départemental (49,13 %).
Les pyramides des âges de la commune et du département s'établissent comme suit.
| Hommes | Classe d’âge | Femmes |
| ------ | ------------ | ------ |
| 3,0    | 90 ou +      | 3,4    |
| 10,6   | 75-89 ans    | 10,3   |
| 25,8   | 60-74 ans    | 29,1   |
| 21,2   | 45-59 ans    | 25,6   |
| 13,6   | 30-44 ans    | 13,7   |
| 8,3    | 15-29 ans    | 6,0    |
| 17,4   | 0-14 ans     | 12,0   |

| Hommes | Classe d’âge | Femmes |
| ------ | ------------ | ------ |
| 0,9    | 90 ou +      | 2,5    |
| 8,4    | 75-89 ans    | 11,7   |
| 20,4   | 60-74 ans    | 20,5   |
| 21,3   | 45-59 ans    | 20,3   |
| 16,8   | 30-44 ans    | 16,3   |
| 15,2   | 15-29 ans    | 13,2   |
| 17     | 0-14 ans     | 15,6   |

## Économie

### Revenus
En 2018, la commune compte 112 ménages fiscaux, regroupant 240 personnes. La médiane du revenu disponible par unité de consommation est de 20 560 € (20 800 € dans le département).

### Emploi
| Division       | 2008  | 2013  | 2018  |
| -------------- | ----- | ----- | ----- |
| Commune        | 4,4 % | 6,1 % | 6,5 % |
| Département    | 6,3 % | 7,7 % | 7,7 % |
| France entière | 8,3 % | 10 %  | 10 %  |

En 2018, la population âgée de 15 à 64 ans s'élève à 138 personnes, parmi lesquelles on compte 76,8 % d'actifs (70,3 % ayant un emploi et 6,5 % de chômeurs) et 23,2 % d'inactifs,. Depuis 2008, le taux de chômage communal (au sens du recensement) des 15-64 ans est inférieur à celui de la France et du département.
La commune fait partie de la couronne de l'aire d'attraction de Brioude, du fait qu'au moins 15 % des actifs travaillent dans le pôle,. Elle compte 36 emplois en 2018, contre 35 en 2013 et 37 en 2008. Le nombre d'actifs ayant un emploi résidant dans la commune est de 97, soit un indicateur de concentration d'emploi de 37 % et un taux d'activité parmi les 15 ans ou plus de 50 %.
Sur ces 97 actifs de 15 ans ou plus ayant un emploi, 22 travaillent dans la commune, soit 23 % des habitants. Pour se rendre au travail, 81,4 % des habitants utilisent un véhicule personnel ou de fonction à quatre roues, 1 % les transports en commun, 7,3 % s'y rendent en deux-roues, à vélo ou à pied et 10,3 % n'ont pas besoin de transport (travail au domicile).

## Culture locale et patrimoine

### Lieux et monuments
Le charme de Lavaudieu tient à ses vieilles rues, à ses maisons traditionnelles, témoins de toute une vie rurale authentique. L'inventaire graphique du bâti vernaculaire et de ses caractéristiques a été publié en 2010 par Raymond Pauget et Bernard Galland dans les Cahiers de la Haute-Loire.
On peut noter : 
- Abbaye Saint-André de Lavaudieu  Classé MH (1862)[27],[28],[29].
- Croix de Lavaudieu  Inscrit MH (1930)[30], croix en fer forgé datée de 1779.
- Musée des Arts et traditions populaires de la Haute-Loire.
- Vieux pont sur la Senouire.

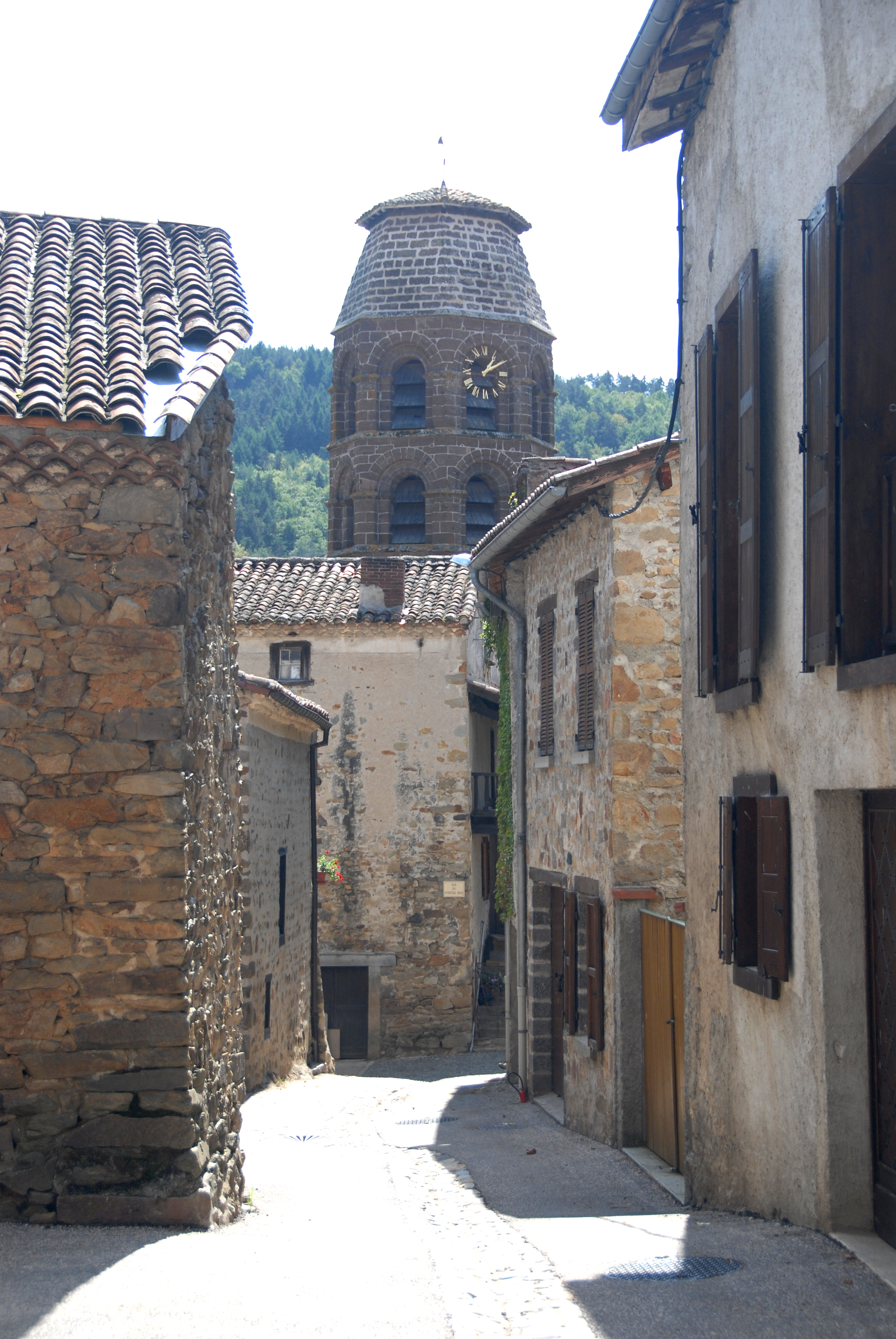
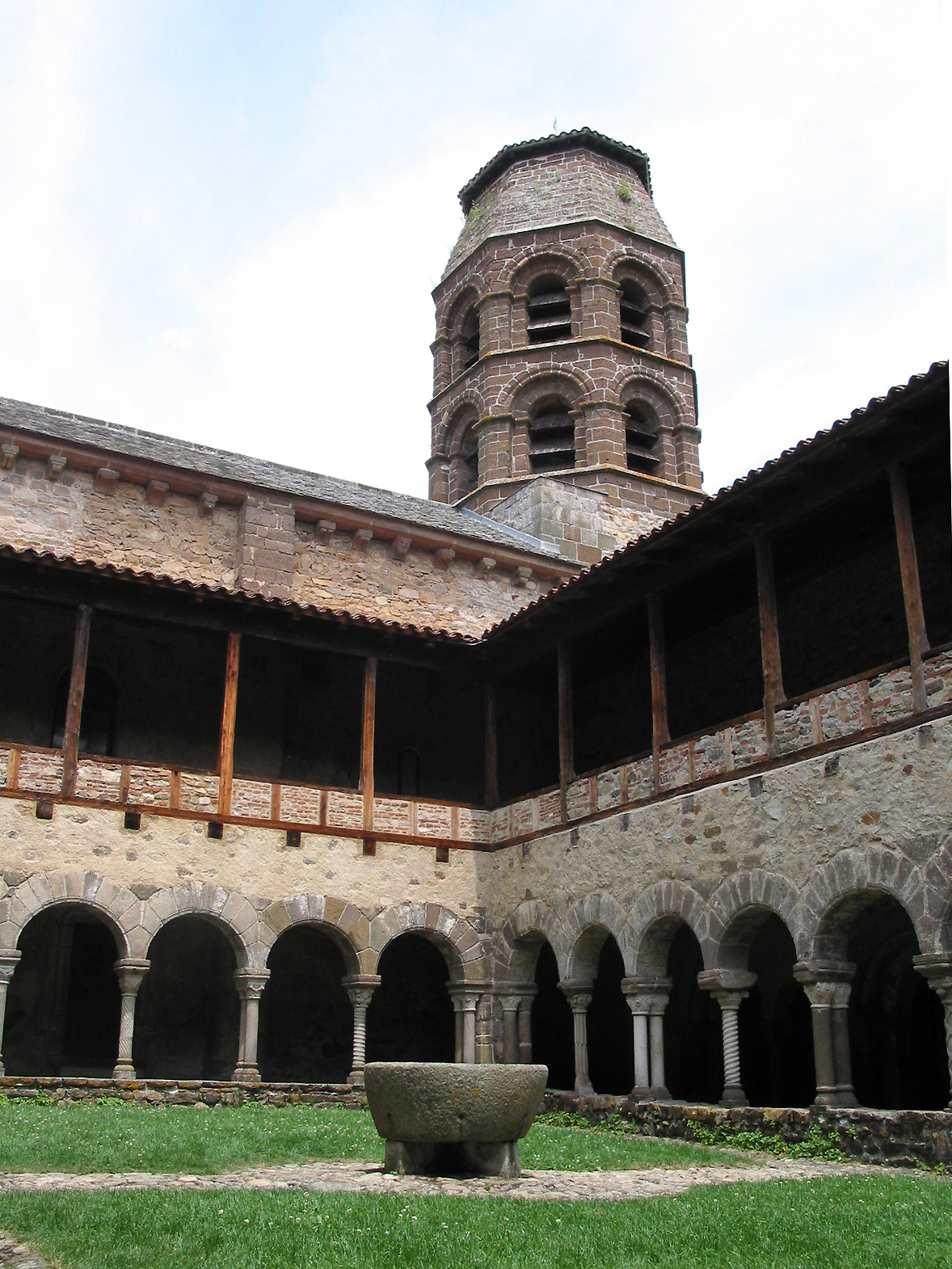
Le cloître de l'abbaye (XIe/XIIe siècles).
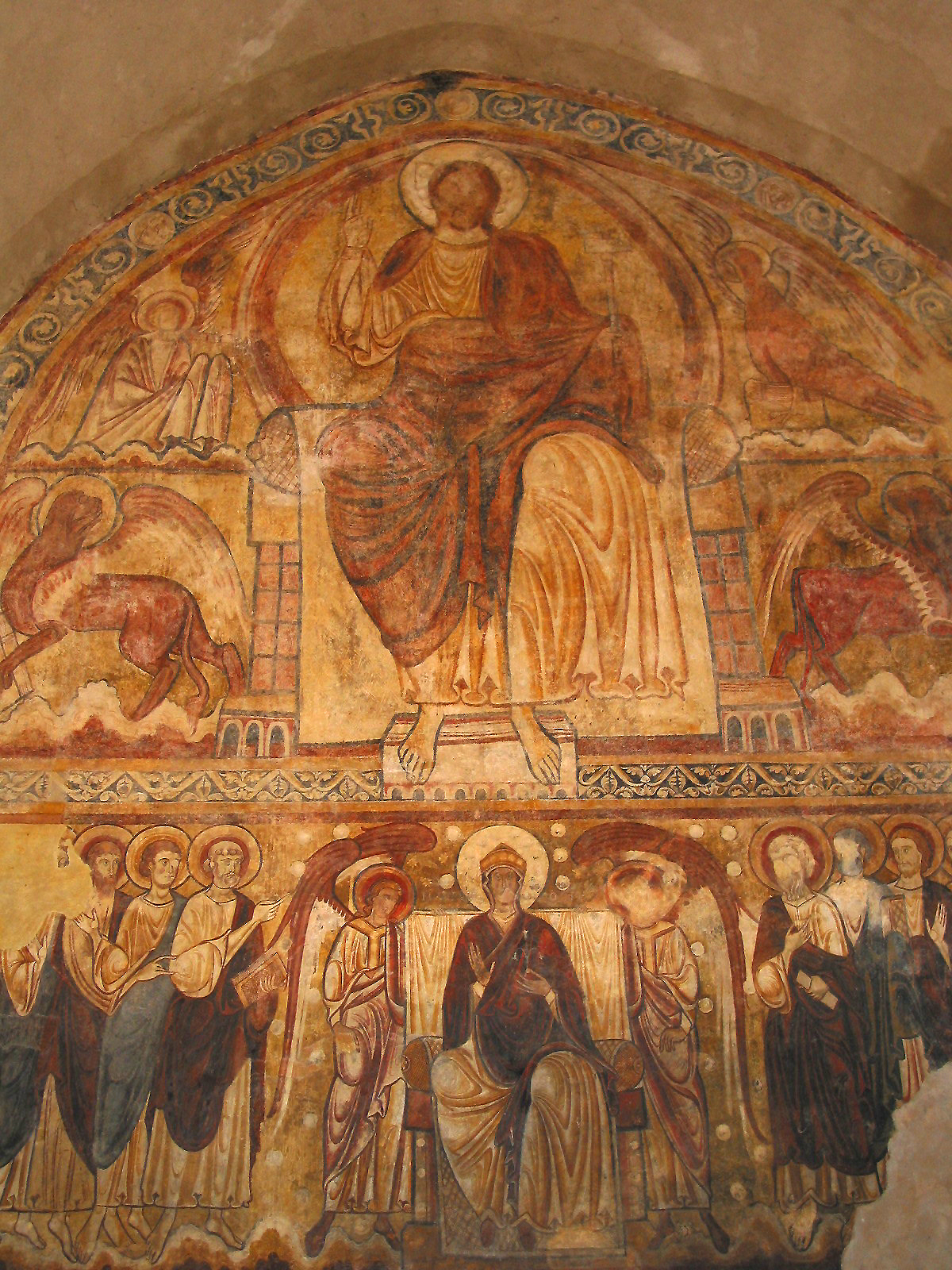
Fresque du réfectoire de l'abbaye (XIIe siècle).
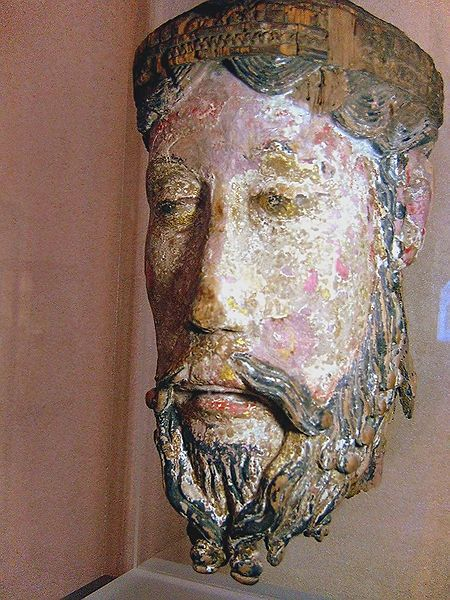
Tête de christ, Lavaudieu (fin XIIe siècle).
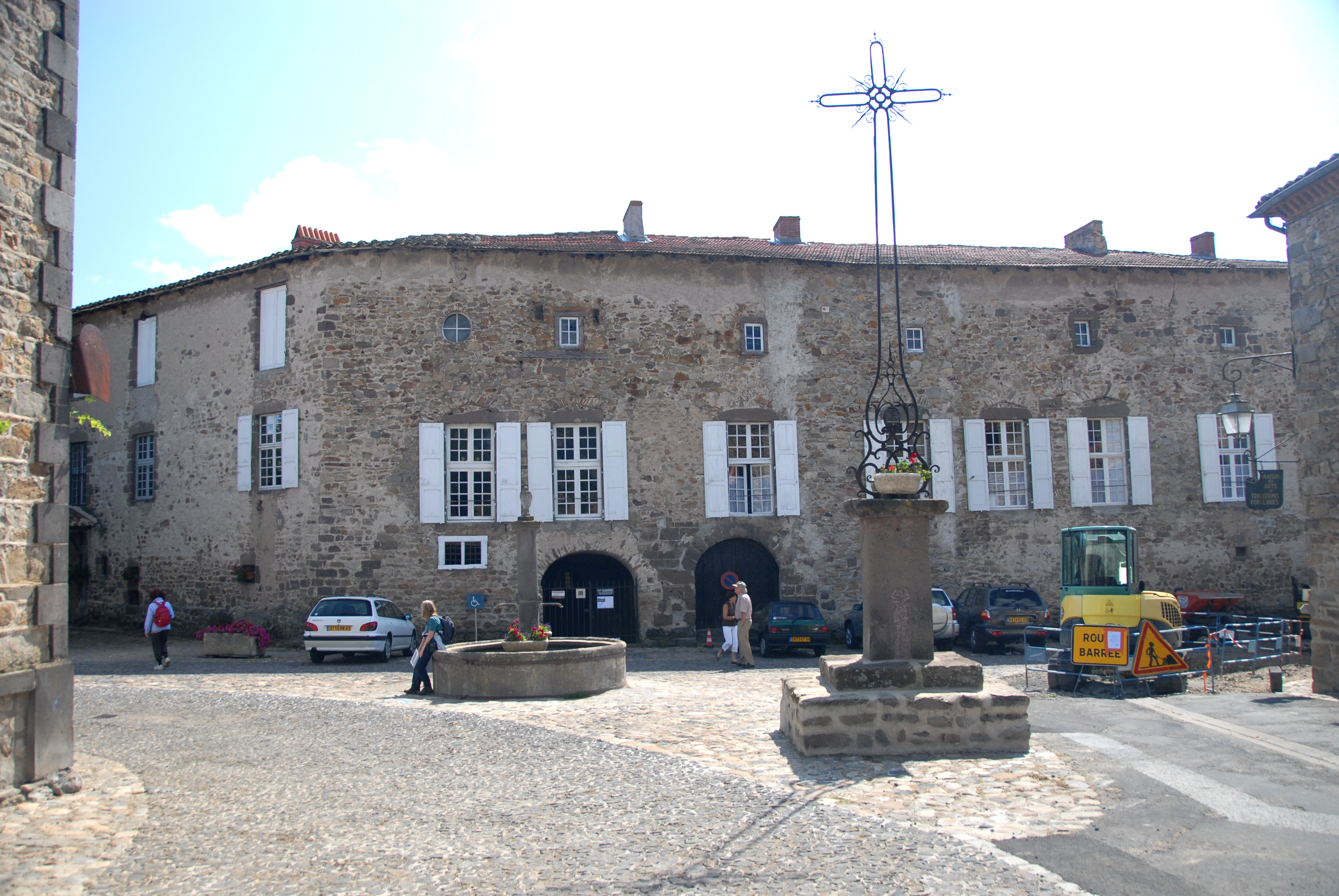
Croix de Lavaudieu.
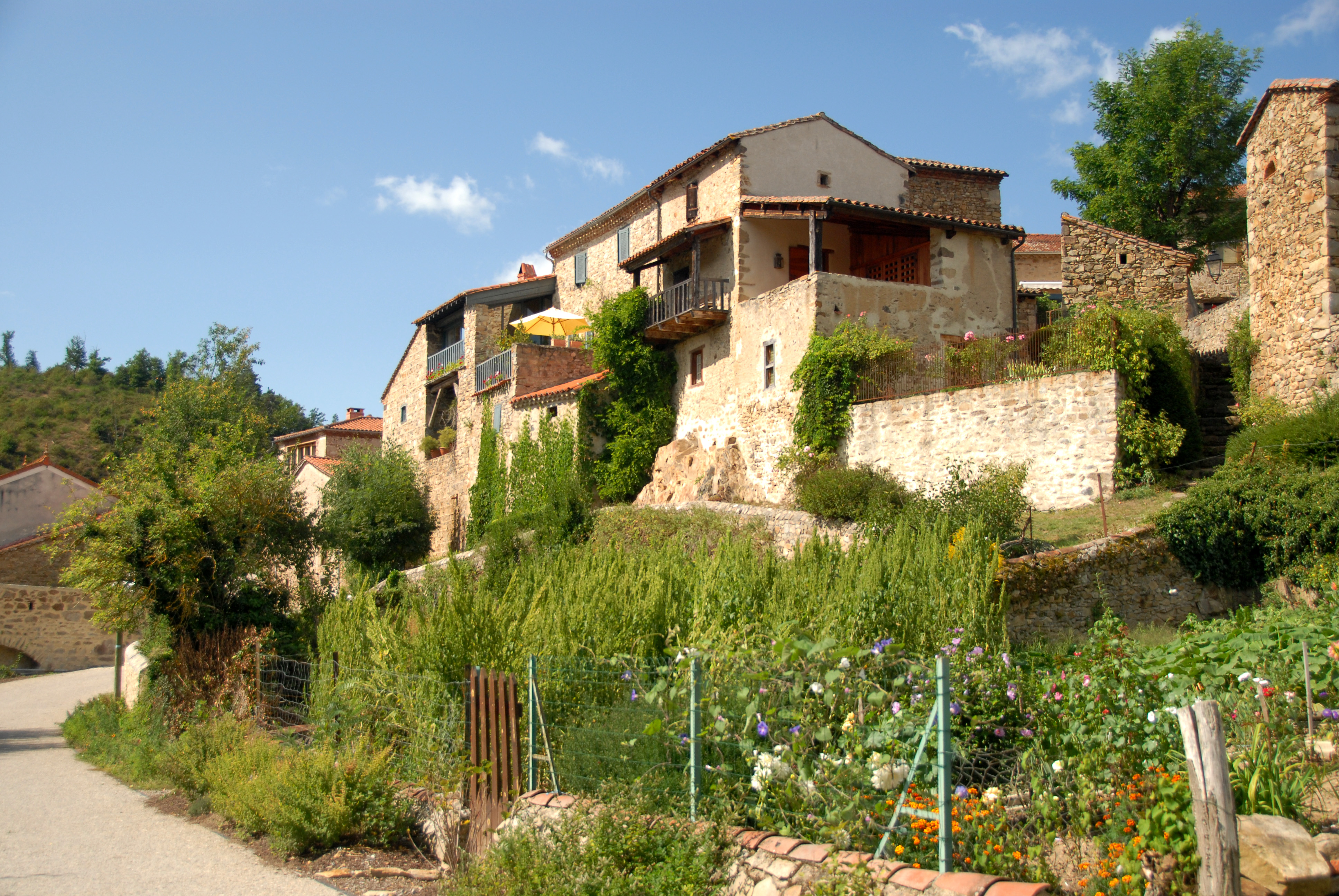
Le village.
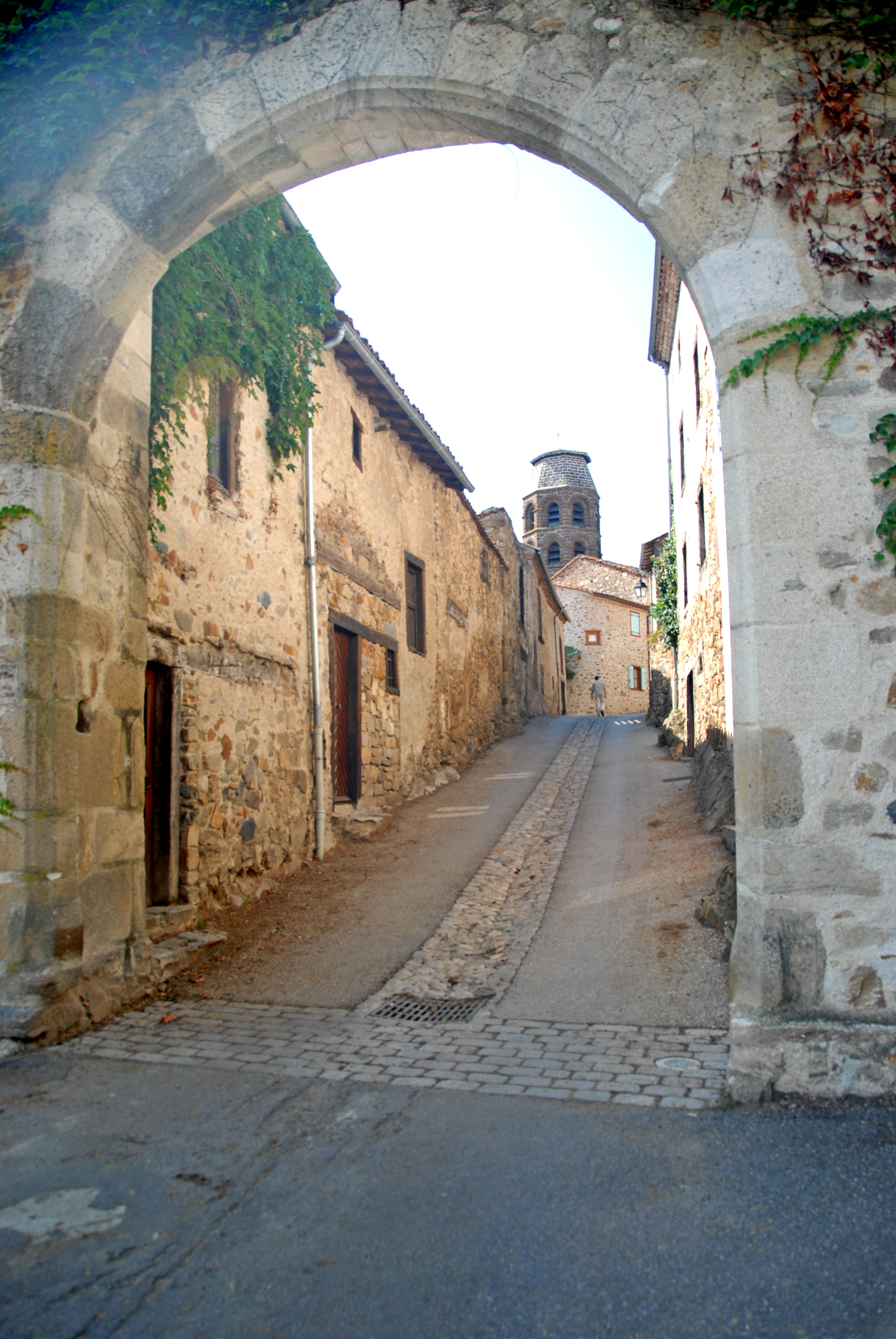
Le Portail Bas.
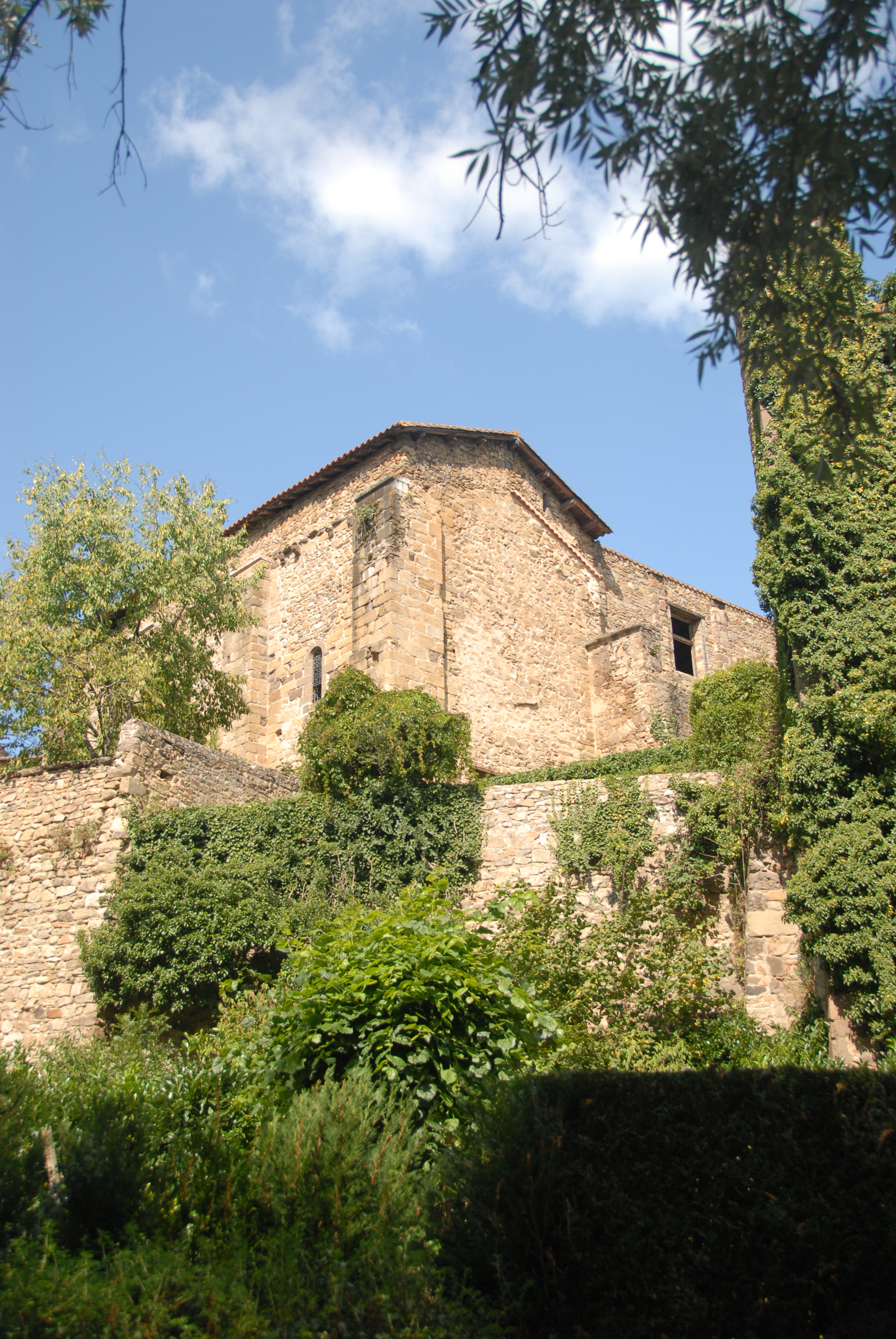
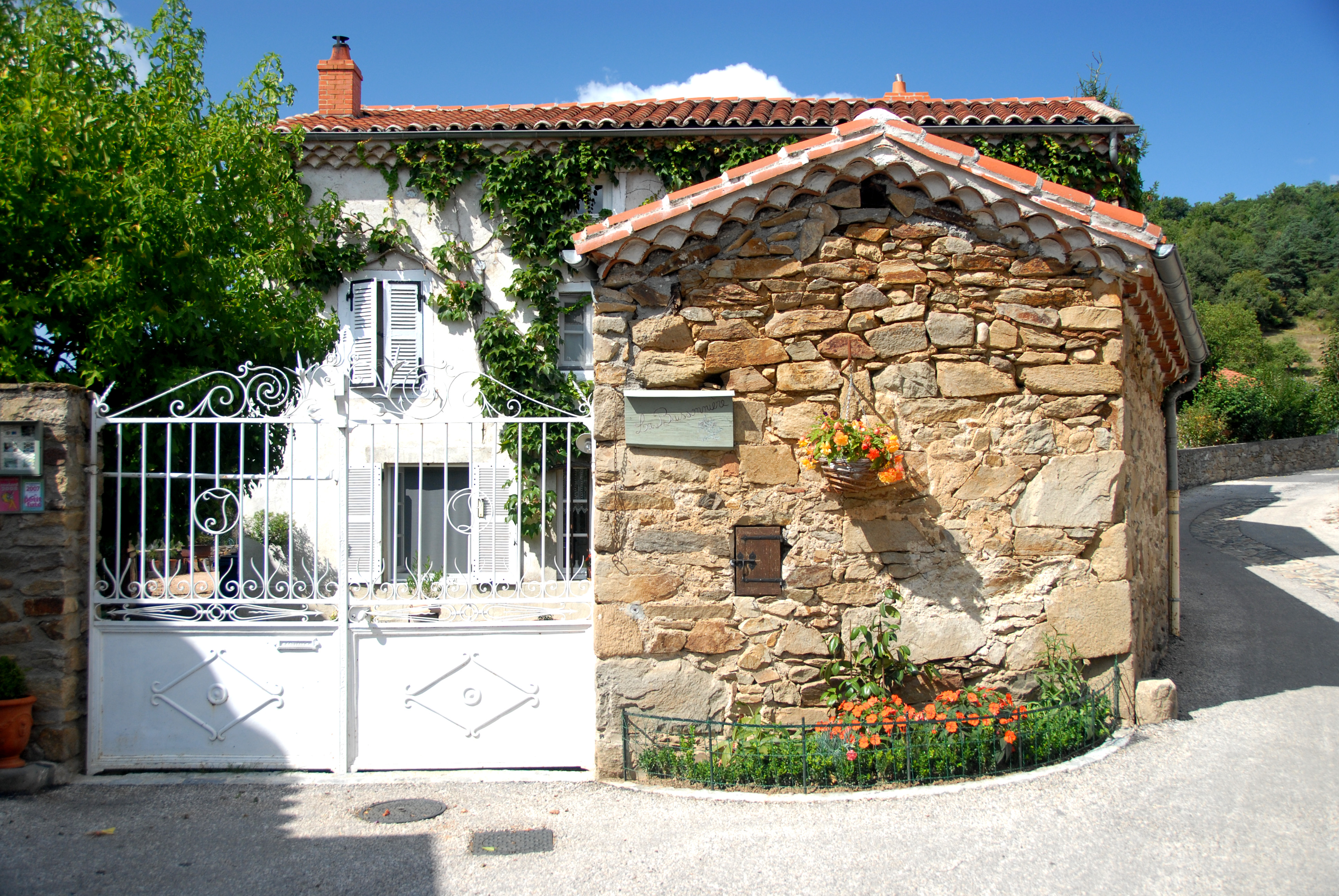
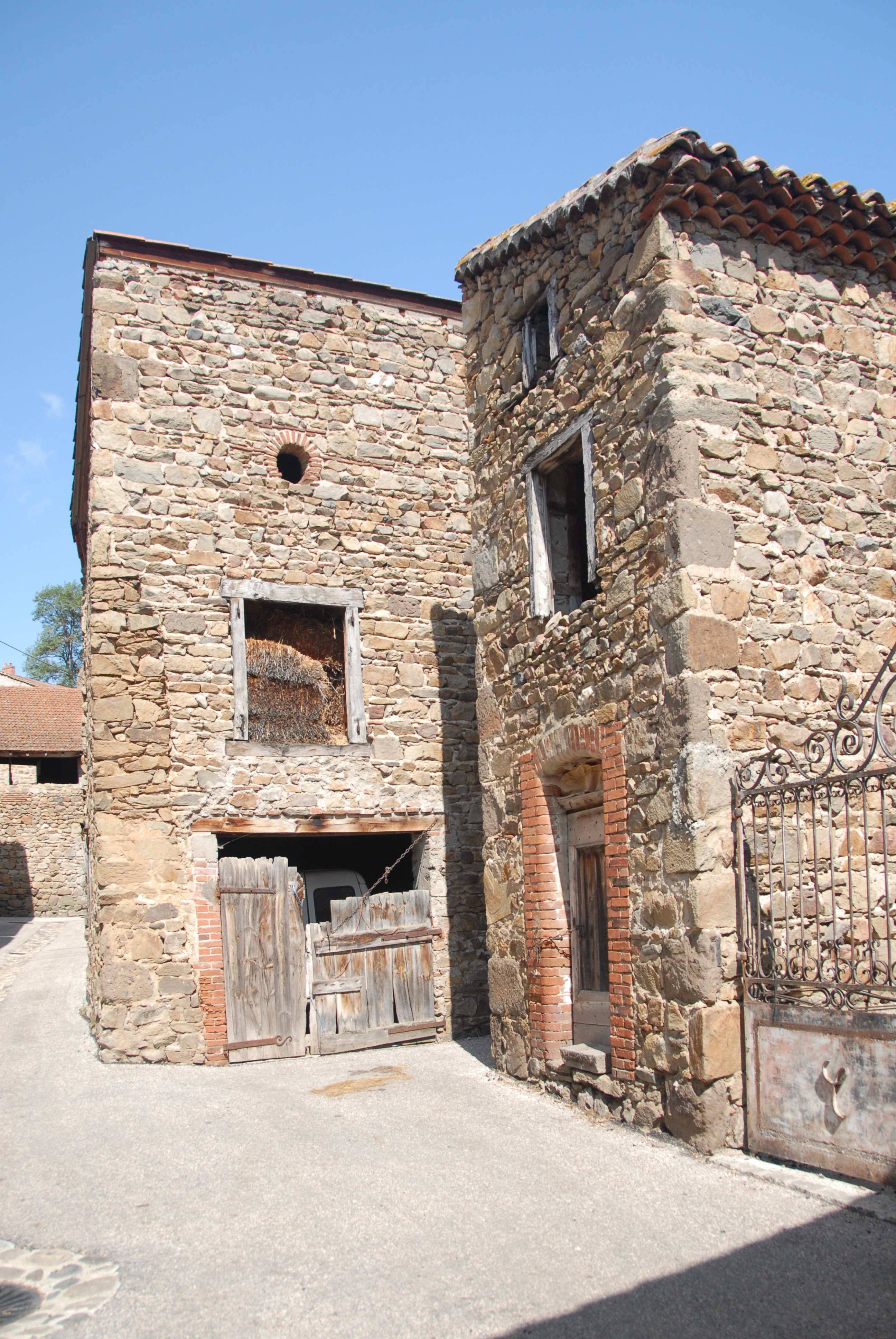

## Pour approfondir